# Frédi és Béni, avagy a két kőkorszaki szaki különkiadása
A Frédi és Béni, avagy a két kőkorszaki szaki különkiadása (eredeti cím: The Flintstone Primetime Specials) 1980-tól 1981-ig futott amerikai televíziós rajzfilmsorozat, amelynek a rendezői Carl Urbano, Oscar Dufau és Ray Patterson, a zeneszerzője Hoyt Curtin, a producere Alex Lovy. A tévéfilmsorozat a Hanna-Barbera gyártásában készült. Műfaját tekintve filmvígjáték-sorozat. Amerikában 1980. szeptember 26. és 1981. október 11. között az NBC vetítette, Magyarországon 2017. december 9. és 2017. december 17 között hétvégenként a TV2 sugározta a TV2 Matiné című műsorblokk idejét követően.

## Szereplők
| Szereplő     | Eredeti hang    | Magyar hang     |
| ------------ | --------------- | --------------- |
| Frédi        | Henry Corden    | Papp János      |
| Béni         | Mel Blanc       | Mikó István     |
| Dínó         | Mel Blanc       | Kapácsy Miklós  |
| Vilma        | Jean Vander Pyl | Für Anikó       |
| Enikő        | Jean Vander Pyl | Haffner Anikó   |
| Irma         | Gay Autterson   | Pogány Judit    |
| Benő         | Don Messick     | TBA             |
| Frank        | John Stephenson | Németh Gábor    |
| Kőkobaki úr  | John Stephenson | TBA             |
| Hidea        | Julie McWhirter | TBA             |
| Oblivia      | Pat Parris      | TBA             |
| Stubby       | Jim MacGeorge   | TBA             |
| La Shane     | TBA             | Matus Gábor     |
| fiatal Frédi | TBA             | Joó Gábor       |
| fiatal Béni  | TBA             | Markovics Tamás |
| fiatal Irma  | TBA             | Lamboni Anna    |
| fiatal Vilma | TBA             | Zsigmond Tamara |
| Philo        | TBA             | Csiby Gergely   |
| Kőszív       | TBA             | Hamvas Dániel   |
| Clyde        | TBA             | Hám Bertalan    |
| Joey         | TBA             | Szalay Csongor  |
| Finrock      | Frank Welker    | Csuha Lajos     |

## Epizódok
| #  | Eredeti cím                         | Magyar cím                       | Eredeti vetítés      | Magyar vetítés               |
| -- | ----------------------------------- | -------------------------------- | -------------------- | ---------------------------- |
| 1. | The Flintstones' New Neighbors      | A szomszéd fűje mindig szörnyebb | 1980. szeptember 26. | 1993 (VHS) 2017. december 9. |
| 2. | The Flintstones: Fred's Final Fling | Frédi és a haláli buli           | 1980. november 7.    | 2017. december 10.           |
| 3. | The Flintstones: Wind-Up Wilma      | Vilma, a pöröly, vele ne pörölj! | 1981. október 4.     | 2017. december 16.           |
| 4. | The Flintstones: Jogging Fever      | Lealáz a futóláz                 | 1981. október 11.    | 2017. december 17.           |